# Вила Реал (Португалија)
Вила Реал (порт. Vila Real) је значајан град у Португалији, смештен у њеном северном делу. Град је седиште истоименог округа Вила Реал, где чини једну од општина.

## Географија
Град Вила Реал се налази у северном делу Португалије. Од главног града Лисабона град је удаљен 420 километара северно, а од Портоа град 100 километара источно. 
Рељеф: Вила Реал се налази у планинском подручју северозападног дела Иберијског полуострва. Планинско подручје око града се назива Трасос Монтес. Изнад града се издиже планина Марао. Подручје града је високо положено, брдовито и ретко насељено. Надморска висина града је 400-450 m.
Клима: Клима у Вила Реалу је блага умерено континентална клима са значајним утицајем Атлантика и Голфске струје (велике количине падавина) и високе надморске висине (оштрије зиме са снегом).
Воде: Вила Реал лежи на ушћу речица Коржо и Кабрил.

## Историја
Подручје града насељено још у време праисторије. Корени данашњег насеља везују се за средњи век, када је овде било средиште хришћанске цркве за околно подручје. Вила Реал је добио градска права 1925. године.
Град је стагнирао последњих векова, али се градска привреда покренула од 80-их година 20. века.

## Становништво
По последњих проценама из 2009. г. општина Вила Реал има око 52 хиљаде становника, од чега око 27 хиљада живи на градском подручју.

## Партнерски градови
- Менд
- Оснабрик
- Оренсе
- Грас
- Oeiras
- Портимао

## Галерија
- Улица старог дела града
- Градска саборна црква
- Тржни центар
- Дворац Матеуш